# La Barcaccia
La Barcaccia és un programa de ràdio emès de dilluns a divendres, de 13:00 a 13:45, a les freqüències de Rai Radio 3. Realitzada des de la seva creació per Enrico Stinchelli i Michele Suozzo, és una varietat operística, la primera d'aquest tipus a Itàlia. Va tenir com a convidats alguns dels millors intèrprets del món de l'òpera. Fou guardonat amb un dels Premis Ondas 1994.

## Nom
El programa pren el nom d'una part del teatre, precisament de la sèrie de caixes situades immediatament als costats de l'escenari anomenades, precisament, barcaccia.
A més, al llarg dels anys, el programa ha canviat el seu nom diverses vegades, passant de Foyer a Il club dell'opera fins a l'actual La Barcaccia.

## El programa
Nascut a l'octubre de 1988, ha emès fins a prop de 6500 episodis, el programa està especialment dirigit a oients inexperts en el camp de l'òpera. També inclou algunes seccions com:
- Le perle nere, s'analitzen les errades vocals a l'òpera lírca;
- L'ARIA al microscopio, comparacions entre grans intèrprets.
- Il karaoke lirico;
- les paròdies en clau operística de Titanic i de l'Odissea;
- Tutto il Canto, acuto per acuto;
- Henry Suozzer;
- Mutiful, una mena de telenovel·la en 22 episodis sobre la vida de Riccardo Muti.